# Nander (dystrykt)
Nander (dystrykt) (marathi नांदेड जिल्हा, ang. Nanded district) – jest jednym z trzydziestu pięciu dystryktów indyjskiego stanu Maharasztra, o powierzchni 10 528 km².

## Położenie
Położony jest w południowej części tego stanu. Od zachodu graniczy z dystryktami; Latur, Parbhani i Hingoli, a od  północy z Yavatmal. Od wschodu graniczy ze stanem Andhra Pradeś, od południa natomiast ze stanem Karnataka.
Stolicą dystryktu jest miasto Nander.

## Rzeki
Rzeki przepływające przez obszar dystryktu :
- Asna
- Godavari
- Kayadhu
- Lendi
- Manar
- Manjara
- Painganga
- Sita